# سيونيات
السيونيات (الاسم العلمي: Cyanophorales) هي رتبة من الطحالب الزرقاء تتبع طائفة الزيروقانية.

## فصائل
- السيونات